# The Name of the Game
The Name of the Game è il primo singolo del gruppo musicale svedese ABBA estratto dall'album The Album, uscito nell'autunno 1977.

## Descrizione
The Name of the Game, in cantiere con il nome provvisorio di A Bit of Myself, fu il brano registrato per il loro album in uscita nel 1977. Forse una delle composizioni più complesse in termini di costruzione della melodia, sicuramente influenzata dal sound in voga in California al tempo.
Una versione preliminare della canzone era stata resa disponibile per il film ABBA spettacolo. La versione non risultò ultimata fino alla sua registrazione per lo studio album, da cui fu estratta come primo singolo, che, nell'intenzione di Benny e Björn, doveva trascinare le vendite. Inizialmente si era pensato di preferire Hole in Your Soul a The Name of the Game, ma questa opzione fu successivamente scartata. Sul lato B è incisa I Wonder (Departure), canzone che avrebbe dovuto far parte di un mini-musical che gli autori intendevano realizzare per promuovere il loro lavoro, ma l'operazione fu poi annullata.

## Successo commerciale
Per essere il singolo che avrebbe dovuto promuovere The Album, The Name of the Game riscosse effettivamente un buon successo, ma non quello cui gli ABBA erano stati abituati: il singolo si piazzò in 1ª posizione della classifica di vendite solo nel Regno Unito.
Arrivò al 2º posto in Irlanda, Belgio, Paesi Bassi e Svezia, al 3º in Norvegia, al 6º in Svizzera, al 7º in Germania Ovest e al 10º in Francia. Fuori dal vecchio continente il singolo spuntò un 3º posto in Sudafrica, un 4º nello Zimbabwe, un 6º in Australia e un 10º in Messico. Negli Stati Uniti, in controtendenza rispetto agli ultimi 45 giri targati ABBA, il singolo toccò la 12ª posizione.
Nel 1996 i Fugees campionarono un pezzo del brano per il loro Rumble in the Jungle: fu la prima volta che un musicista utilizzò un pezzo degli ABBA e l'episodio non fu esente da controversie (sembra infatti che Benny e Bjorn non fossero d'accordo con la posizione assunta da Stig Anderson, manager del gruppo).

## Nella cultura di massa
- Nel film Christine, la macchina infernale, mentre i due protagonisti sono in macchina insieme, alla radio si sente l'inizio di The Name of the Game.

## Cover
Nel 2008 l'attrice Amanda Seyfried ne registra una versione per la colonna sonora del film Mamma mia! Ciò nonostante, la scena in questione è stata tagliata dal film. Dieci anni dopo, nel 2018, la canzone viene reinterpretata da Lily James per la colonna sonora del sequel, Mamma Mia! Ci risiamo.